# Аґудат Ісраель (партія)
Аґудат Ісраель (івр. אֲגוּדָּת יִשְׂרָאֵל) — ашкеназька хасидська ультраортодоксальна партія в Ізраїлі, яка виступає за вплив Тори та єврейського закону (Галахи) на єврейське суспільство в Ізраїлі та в єврейській діаспорі. Це традиція руху «Аґудат Ісраель», який був заснований 28 травня 1912 року в Катовиці, яке тоді було частиною Німеччини. «Аґудат Ісраель» завжди відкидала світський сіонізм, ставлення, яке не змінилося відтоді, як воно увійшло в політичну систему держави Ізраїль.

## Історія
У червні 2022 року член Ради знавців Тори рав Яков Альтер ухвалив рішення, що, починаючи з виборів до Кнесету двадцять п'ятого скликання, рабин Іцхак Ґольдкнопф виконуватиме обов'язки представника центральної фракції «Аґудат Ісраель» замість Якова Ліцмана. Відповідно до цього рішення він був поставлений першим у списку «Ягадут га-Тора» від імені «Аґудат Ісраель» для Кнесета двадцять п'ятого скликання.